# Coelioxys chilensis
Coelioxys chilensis là một loài Hymenoptera trong họ Megachilidae. Loài này được Reed mô tả khoa học năm 1892.